# آناهید سومباتیان
آناهید استپانی سومباتیان (ارمنی: Անաիդա Ստեփանի Սմբատյան؛ روسی: Анаи́да Степа́новна Сумбатя́н؛ زاده ۱۹۰۵ – درگذشته ۱۹۸۵) مربی موسیقی، و نوازنده پیانو سبک موسیقی کلاسیک اهل ارمنستان بود. وی از سرشناس‌ترین مربیان پیانو در اتحاد شوروی بود.

## زندگی‌نامه
در ۱۹۰۵ به دنیا آمد و از فارغ‌التحصیل شد. وی در مدرسه مرکزی ویژه موسیقی در مسکو تدریس می‌نمود و ولادیمیر اشکنازی، ولادیمیر کراینف، نلی هاکوبیان-تاماریان، سرگئی موسائلیان، کنستانتین اوربلیان و اوکسانا یابلونسکایا از جمله شاگردان وی بودند. در وی همچنین برندهٔ جوایزی همچون مدال دفاع از مسکو شده‌است. وی در ۱۹۸۵ در سن ۸۰ سالگی درگذشت.